# The House of Atreus: Act II
The House of Atreus: Act II è il decimo album in studio del gruppo musicale epic metal statunitense Virgin Steele, pubblicato nel 2000 dalla T&T Records.

## Il disco
Basato su l’Orestea, è il secondo e ultimo capitolo del concept iniziato con l'album precedente The House of Atreus Act I.

## Tracce

### CD 1
1. Wings of Vengeance (David DeFeis) - 5:12
2. Hymn to the Gods of the Night (David DeFeis) - 0:46
3. Fire of Ecstasy (musica: David DeFeis, Edward Pursino - testo: David DeFeis) - 5:16
4. The Oracle of Apollo (David DeFeis) - 1:34
5. The Voice as Weapon  (David DeFeis) - 4:40
6. Moira (David DeFeis) - 2:22
7. Nemesis (strumentale) (David DeFeis) - 3:28
8. The Wine of Violence (musica: David DeFeis, Edward Pursino - testo: David DeFeis) - 5:38
9. A Token of my Hatred (David DeFeis) - 8:22
10. Summoning the Powers (musica: David DeFeis, Edward Pursino - testo: David DeFeis) - 7:59

### CD 2
1. Flames of Thy Power (David DeFeis) - 5:37
2. Arms of Mercury (David DeFeis) - 4:49
3. By the Gods (David DeFeis) - 4:04
4. Aeropagos (strumentale) (David DeFeis) - 0:27
5. The Judgement of the Son (David DeFeis) - 1:56
6. Hammer the Winds (David DeFeis) - 1:31
7. Guilt or Innocence (strumentale) (David DeFeis) - 1:08
8. The Fields of Asphodel (David DeFeis) - 1:16
9. When the Legends Die (David DeFeis) - 5:59
10. Anemone (David DeFeis) - 0:55
11. The Waters of Acheron (strumentale) (David DeFeis) - 1:14
12. Fantasy and Fugue in D Minor (The Death of Orestes) (strumentale) (David DeFeis) - 4:21
13. Resurrection Day (The Finale) (musica: David DeFeis, Edward Pursino - testo: David DeFeis) - 10:28

## Formazione
- David DeFeis – voce, tastiere, orchestrazione, keytar, spade, effetti
- Edward Pursino – chitarra elettrica, basso
- Frank Gilchriest – batteria